# Valentine Duteil
Valentine Duteil est une musicienne, arrangeuse et compositrice née le 1er décembre 1974 à Marseille.

## Biographie

### Carrière
Depuis 2007, elle collabore avec le chanteur Alex Beaupain sur scène mais aussi en studio à travers des arrangements et orchestration sur des musiques de film (Les Malheurs de Sophie de Christophe Honoré, Jonas et Le Patient de Christophe Charrier, Les Rois de la Piste de Thierry Klifa, Les Cadors de Julien Guetta) de théâtre (Croque-Monsieur et Des journées entières dans les arbres mis en scène par Thierry Klifa) ainsi que sur certains de ses albums (Loin, ceux du livre-disque Les gens dans l’enveloppe et de la reprise de l’album Love ont the beat). Elle a également composé la musique de certaines de ses chansons.
Sur scène, elle a entre autres accompagné La grande Sophie, Imany, Miossec, Marie France et Françose Fabian.
Entre 2011 et 2014, elle compose des chansons sur des textes d’Alex Beaupain, Diastème, Kéthévane Davrichewy et Christophe Honoré qu’elle interprète sur scène aux Trois Baudets et lors d’une série de concerts au théâtre Les Déchargeurs. Elle fait ses « adieux à la scène » en tant que chanteuse au festival « Tout un foin » de Bayeux. En 2023, les ces chansons sont disponibles sur toutes les plateformes musicales.
Elle réalise les arrangements cordes pour Imany sur les albums The Shape of a Broken Heart, The Wrong Kind Of War et sur la musique du film Sous les jupes des filles. Elle collabore aux arrangements de la comédie musicale de Marc Lavoine et Fabrice Aboulker Les Souliers Rouges, au disque Fabian de Françoise Fabian dans lequel elle signe la composition du titre Au bout du compte et au titre Voilà de Barbara Pravi.
Elle crée le spectacle Un été aux Baudets, qui est joué tous les soirs du mois de juillet 2017 dans la salle parisienne des Trois Baudets puis repris l’hiver de la même année.
En 2021, ses arrangements sont joués par l’Orchestre philharmonique de Radio France sous la direction d’Alexandra Cravero lors d’un concert de la reprise de l’album Love on the Beat de Serge Gainsbourg par Alex Beaupain diffusé sur France Inter puis par un ensemble de cordes à l’auditorium de Radio France en janvier 2022 dans le cadre de l’Hyper Weekend Festival.
Depuis 2019, elle publie tous les 15 jours sur le site de Télérama une interview intitulée Les airs de jeunesse, dans laquelle elle interroge des chanteurs et musiciens sr leur rapport à la musique quand ils étaient enfants.
Son documentaire Je n’aime que toi,, (portrait intime d’Alex Beaupain) , qu’elle a co-réalisé avec Karine Moralès, est diffusé sur la chaîne France 3 Bourgogne en décembre 2021, en reprise jusqu'à juin 2022 sur la chaîne de france TV. Il est aussi diffusé sur Ciné + le 26 mars 2022 puis sur TV5 Monde.
Elle a composé la musique du téléfilm Rien ne vaut la douceur du foyer réalisé par Laurent Jaoui et celle du film Le Monde d’hier, réalisé par Diastème qui sort en salle le 30 mars 2022.

## Musique à l'image

### Compositions:
- 2010: Rien ne vaut la douceur du foyer[13] réalisé par Laurent Jaoui
- 2022: Le Monde d’hier[14],[15] réalisé par Diastème
- 2023: Tomoe réalisation Marine Hébert

### Arrangements:
- 2014: Sous les jupes des filles réalisation Audrey Dana
- 2016: Les Malheurs de Sophie réalisation Christophe Honoré
- 2018: Jonas réalisation Christophe Charrier
- 2022: Le Patient réalisation Christophe Charrier
- 2022: Les Cadors réalisation Julien Guetta
- 2023: Les Rois de la Piste réalisation Thierry Klifa
- 2024: Joli-Joli réalisation Diastème

## Discographie

### Single:
- 2023: L'échappée
- 2023: Un été interminable
- 2023: In Cauda Venenum
- 2024: Mise à nu

### Arrangements cordes:

#### Albums
- 2011: The Shape of a broken heart album d'Imany
- 2016: Les Souliers Rouges[5] album de Marc Lavoine et Fabrice Aboulker
- 2016: The wrong kind of war album d'Imany
- 2018: Loin album d'Alex Beaupain
- 2018: Fabian  album de Françoise Fabian
- 2021: Love On the Beat d'Alex Beaupain

#### Single
- 2020: Voilà de Barbara Pravi